# Reslövs kyrka
Reslövs kyrka är en kyrkobyggnad som tillhör Marieholms församling i Lunds stift. Kyrkan ligger i samhället Reslöv i Eslövs kommun.

## Kyrkobyggnaden
Ursprungliga stenkyrkan uppfördes troligen under första hälften av 1100-talet. En absid fanns i öster, men revs vid slutet av medeltiden och ersattes av en sakristia. Under början av 1400-talet uppfördes kyrktornet som ursprungligen saknade ingång och var avsett till försvar och förvaring. Under 1400-talet försågs kyrkorummet med takvalv. 1799 tillbyggdes en korsarm vid långhusets norra sida och 1821 tillbyggdes en korsarm vid långhusets södra sida.

## Inventarier
- Dopfunten av grå sandsten är från omkring år 1200 och har sannolikt huggits vid Mårten stenmästares vekstad. Tillhörande dopfat av mässing är ett holländskt arbete från 1621.
- Predikstolen är från 1630-talet och tillskrivs Statius Ottos skola.
- Altartavlan är målad 1634 av Hugo Gelin.
- Ett kors finns bevarat från en altaruppsats tillverkad av träsnidaren Johan Ullberg.
- Av kyrkkockorna är storklockan gjuten 1910 och lillklockan 1768.
- En antik ljuskrona skänktes till kyrkan av Patron C. F. Bellander, ägare till Reslöfs gård, som nyårsgåva januari 1868.[1]

### Orgel
- 1859 byggde Sven Fogelberg, Lund en orgel med 11 stämmor.
- 1909 byggde Åkerman & Lund, Stockholm en orgel med 16 stämmor.
- Den nuvarande orgeln byggdes 1965 av Frederiksborgs Orgelbyggeri, Hilleröd, Danmark och är en mekanisk orgel..

| Huvudverk I     | Bröstverk II  | Pedal        | Koppel |
| Rörflöjt 8'     | Gedackt 8'    | Subbas 16´   | I/P    |
| Principal 4'    | Kvintatön 4'  | Borduna 8'   | II/P   |
| Gedacktflöjt 4' | Principal 2'  | Nachthorn 4' | II/I   |
| Blockflöjt 2'   | Scharf 2 chor | Dulcian 16'  |        |
| Mixtur 3-4 chor | Regal 8'      |              |        |
| Skalmeja 8'     |               |              |        |

### Webbkällor
- Reslöv-Östra Karaby församling
- Demografisk Databas Södra Sverige